# AMX-30
AMX-30 – francuski czołg podstawowy II generacji, produkowany od lat '60 XX wieku. W 1981 roku wprowadzono modernizację AMX-32, lecz nie produkowano jej seryjnie. Został zastąpiony w latach '90 XX wieku przez czołgi III generacji Leclerc.

## Historia
Do połowy lat 50. formacje pancerne armii francuskiej i zachodnioniemieckiej wyposażone były głównie w amerykańskie M47 Patton, chociaż Francuzi dysponowali także sporą liczbą poniemieckich Panter, pozyskanych bezpośrednio po wojnie jako tymczasowe pojazdy dla odradzających się sił pancernych. Mniej więcej dziesięć lat po wojnie złożono zamówienie na nowy czołg, który miał wejść na uzbrojenie obu krajów – lżejszy i silniej uzbrojony od M47. Po kilku latach współpracę zakończono i postanowiono wprowadzić do uzbrojenia armii tych krajów odmienne typy czołgów. Do uzbrojenia armii francuskiej trafił AMX-30, a zachodnioniemieckiej Leopard 1.
Pierwsze egzemplarze seryjne AMX-30 opuściły fabryki w 1966 r. Połowa z czołgów tego typu miała trafić na eksport. Na podwoziu AMX-30 zbudowano wiele innych wozów bojowych, m.in. samobieżną wyrzutnię taktycznych pocisków rakietowych Pluton, samobieżne działo plot. AMX-30 DCA, haubicę samobieżną AMX Au F1 (GCT), czołg ewakuacyjny AMX-30D, oraz pojazdy inżynieryjne AMX-30EBG. Ostatecznie AMX-30 znalazł się na uzbrojeniu sił zbrojnych m.in. Francji, Hiszpanii, Jugosławii, Iraku, Arabii Saudyjskiej i Kataru.